# Butirato de butilo
El éster n- butílico del ácido butírico (también butirato de butilo o butanoato de butilo) es un compuesto químico del grupo de los ésteres de ácidos carboxílicos.

## Presencia en la naturaleza

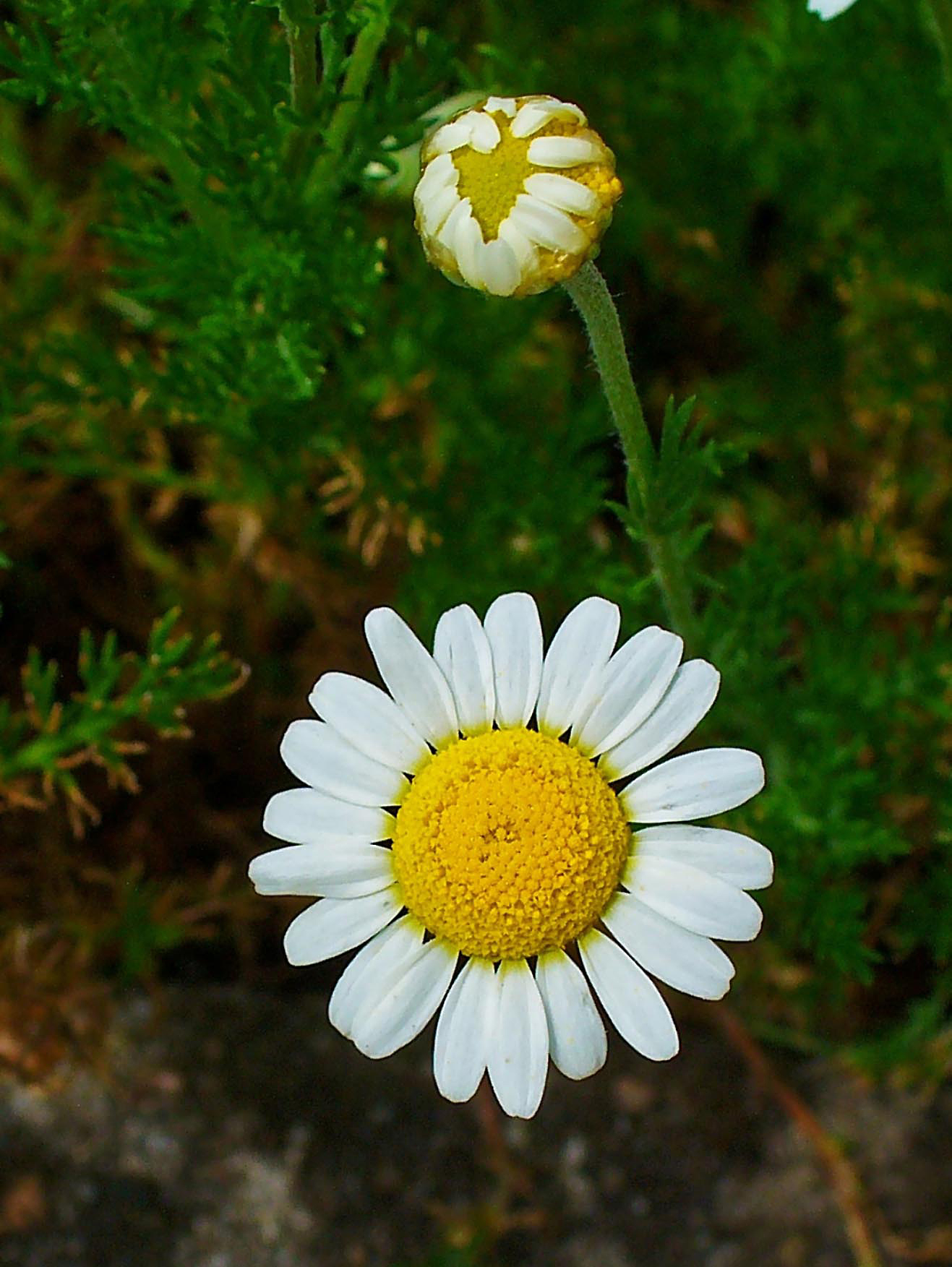
Manzanilla romana (Chamaemelum nobile)

El butirato de butilo se encuentra de forma natural en las flores de la manzanilla romana y es un componente volátil presente en muchas frutas y la miel.

## Obtención y preparación
El butirato de butilo se puede obtener haciendo reaccionar el ácido butírico con n-butanol o mediante transesterificación del butirato de etilo en dióxido de carbono supercrítico.

## Características
El butirato de butilo es un líquido volátil, inflamable, incoloro y con un olor afrutado que es poco soluble en agua.  El compuesto disuelve nitratos de celulosa, caucho clorado, ésteres de celulosa, celuloide y, además de resinas naturales, también resinatos metálicos.

## Usos
El butirato de butilo se utiliza como agente aromatizante (olor a piña). En la UE está aprobado como aromatizante alimentario con el número FL 09.042. La sustancia se sigue utilizando como compuesto de alto punto de ebullición en materiales de revestimiento.

## Instrucciones de seguridad
Los vapores del butirato de butilo pueden formar una mezcla explosiva con el aire (punto de inflamación 50 °C, temperatura de ignición 454 °C). 